# Leucohyinae
Leucohyinae es una subfamilia de pseudoscorpiones de la familia Bochicidae.  

## Especies
Según Pseudoscorpions of the World 2.0:
- - Apohya Muchmore, 1973
  - Leucohya Chamberlin, 1946
  - Mexobisium Muchmore, 1972
  - Paravachonium Beier, 1956